# Franc Sever - Franta
Franc Sever - Franta, slovenski partizan, letalec, pisatelj in gospodarstvenik, * 21. marec 1923, Šent Jurij pri Grosuplju, † 4./5.? junij 2021.

## Življenjepis
Osemnajstletni je leta 1941 vstopil v Grosupeljsko četo. Bil je bil komisar Cankarjeve brigade, vzhodnega koroškega odreda, Šercerjeve brigade in komandant Zidanškove brigade ter operativnega štaba Šlandrove in Zidanškove brigade. Osvoboditev je doživel na Koroškem kot major Jugoslovanske armade.
Trinajst let je bil generalni direktor Aerodroma Ljubljana – Pulj in potem do upokojitve direktor podjetja Inex Adria Airways. Nepreklicno je odstopil po letalski nesreči na Korziki.
Je avtor več knjig: Brnik letališče ali lovišče, Past na Menini planini, Trenutki odločitev.

### Preboj
Leta 2019 je bil s pomočjo sredstev Zveze združenj borcev za vrednote NOB posnet film Preboj po njegovih spominih na boje na Menini planini, ko naj bi 15. marca 1945 kot najmlajši komandant po peturni bitki rešil 500 partizanov, ki jih je obkolila SS-enota 14. SS grenadirska divizija (Galizien) z 12.000 vojaki.

## Kritike
9. maja 2019 je postal častni meščan Ljubljane, kljub kritikam, ki ga obtožujejo, da je, kot tudi sam priznava v svojih spominih, sodeloval pri izboru dolenjskih domobrancev, ki so bili ubiti v Teharskih pobojih. Veliko prahu je dvignil tudi umor družine Jakopin - noseče mame in očeta s štirimi otroki. Najmlajši je takrat štel šest let. Franta je bil takrat blizu skupinam partizanov, ki so umorile Jakopine.